# سوانتون ابوت
سوانتون ابوت (به انگلیسی: Swanton Abbott) یک روستا و محله مدنی در بریتانیا است که در North Norfolk واقع شده‌است. سوانتون ابوت ۴٫۷۶ کیلومتر مربع مساحت و ۵۶۵ نفر جمعیت دارد.